# Денніс Фімпл
Денніс Фімпл (англ. Dennis Fimple; 11 листопада 1940) — американський актор.

## Життєпис
Денніс Фімпл народився 11 листопада 1940 року в місті Тафт, штат Каліфорнія. Його батько Елмер був електриком, а мати Доллі косметологом. Денніс зацікавився акторством після того, як зобразив Тома Соєра в шкільній виставі. Був випускником середньої школи Тафта, потім навчався в коледжі Сан-Хосе. Працював на фабриці «Cheetos» вдень, а ввечері виступав у театрі. Зрештою Фімпл переїхав до Голлівуду, де спочатку працював учителем і експедитором.
У кінці 1960-х почав грати на телебаченні. Знімався у таких телесеріалах, як «А ось і наречені» (1969), «M*A*S*H» (1973), «Старскі та Гатч» (1978), «Зоряний крейсер Галактика» (1978), «Неймовірний Халк» (1979), «Ангели Чарлі» (1981), «Дурні з Газзарду» (1983), «Команда А» (1986), «Кувалда» (1986), «Квантовий стрибок» (1992). У кіно знімався у таких фільмах, як «Жінки, що зупиняють вантажівки» (1974), «Істота з Чорного озера» (1976), «Кінг-Конг» (1976), «Прокляття гори демонів» (1977). Остання роль Фімпла була у фільмі жахів Роба Зомбі, «Будинок 1000 трупів»
Денніс Фімпл помер від ускладнення після автомобільної аварії 23 серпня 2002 року, Фрейзер-парк, штат Каліфорнія.

## Фільмографія
| Рік       |    | Українська назва                      | Оригінальна назва                            | Роль                            |
| --------- | -- | ------------------------------------- | -------------------------------------------- | ------------------------------- |
| 1968      | с  | Гомер Пайл, морпех                    | Gomer Pyle: USMC                             | Верджіл                         |
| 1969      | с  | А ось і наречені                      | Here Come the Brides                         | Едді                            |
| 1970      | с  | Макклауд                              | McCloud                                      | Френкі                          |
| 1971      | тф | Хто вбив таємничого містера Фостера?  | Who Killed the Mysterious Mr. Foster?        | працівник готель                |
| 1971      | ф  | Літнє дерево                          | Summertree                                   | Шеллі                           |
| 1973      | с  | M*A*S*H                               | M*A*S*H                                      | сержант Спаркі Прайор           |
| 1974      | с  | Кунг-фу                               | Kung Fu                                      | Райлі                           |
| 1974      | с  | Завоюй любов Крісті                   | Get Christie Love!                           | Поло                            |
| 1974      | ф  | Жінки, що зупиняють вантажівки        | Truck Stop Women                             | кучерявий                       |
| 1975      | ф  | Ти і я                                | You and Me                                   |                                 |
| 1975      | ф  | Білий дім безумства                   | White House Madness                          | Боб Гальдеман                   |
| 1976      | с  | Спецназ                               | S.W.A.T.                                     | Гаррі                           |
| 1976      | ф  | Істота з Чорного озера                | Creature from Black Lake                     | Пагу                            |
| 1976      | ф  | Залишайся голодним                    | Stay Hungry                                  | Бубба                           |
| 1976      | ф  | Кінг-Конг                             | King Kong                                    | Санфіш                          |
| 1977      | с  | Бекання чорної вівці                  | Baa Baa Black Sheep                          | сержант Ренді Кляйн             |
| 1978      | с  | Досьє детектива Рокфорда              | The Rockford Files                           | Ріно                            |
| 1978      | с  | Старскі та Гатч                       | Starsky and Hutch                            | Верджіл                         |
| 1978      | с  | Зоряний крейсер «Галактика»           | Battlestar Galactica                         | Даггі                           |
| 1978      | ф  | Прямуючи на південь                   | Goin' South                                  | кат                             |
| 1979      | тф | Коріння: Наступні покоління           | Roots: The Next Generations                  | шериф Даффі                     |
| 1979      | с  | Діснейленд                            | Disneyland                                   |                                 |
| 1979      | с  | Неймовірний Халк                      | The Incredible Hulk                          | сержант                         |
| 1979      | с  | Поневіряння шерифа Лобо               | The Misadventures of Sheriff Lobo            | Елмо Борегард                   |
| 1979      | тф | Остання поїздка Далтона Ганга         | The Last Ride of the Dalton Gang             | Блекфейс / Чарлі Брайт          |
| 1981      | с  | Ангели Чарлі                          | Charlie's Angels                             | Джордж Бартлетт                 |
| 1981      | с  | Найбільший американський герой        | The Greatest American Hero                   | заступник Кайл Кейн             |
| 1981—1984 | с  | Каскадери                             | The Fall Guy                                 | різні ролі                      |
| 1982—1983 | с  | Метт Г'юстон                          | Matt Houston                                 | Бо                              |
| 1983      | с  | Дурні з Газзарду                      | The Dukes of Hazzard                         | проповідник                     |
| 1983      | с  | Жовта троянда                         | The Yellow Rose                              | працівник заправки              |
| 1983      | с  | Великий сищик                         | Automan                                      | таксист                         |
| 1984      | с  | Саймон і Саймон                       | Simon & Simon                                | Джиммі Лейтон                   |
| 1984      | с  | Шлях на небеса                        | Highway to Heaven                            | Джої Смалл                      |
| 1984      | ф  | Перезмінка                            | Swing Shift                                  | Руперт Джордж                   |
| 1986      | с  | Зона сутінків                         | The Twilight Zone                            | Рей Боб                         |
| 1986      | с  | Команда А                             | The A-Team                                   | Кейтс                           |
| 1986      | с  | Кувалда                               | Sledge Hammer!                               | Сором'язливий Едді / Інформатор |
| 1988      | с  | Санта-Барбара                         | Santa Barbara                                | шериф                           |
| 1991      | ф  | Водоспад смерті                       | Death Falls                                  | Джифф                           |
| 1991      | с  | Мережа                                | Dragnet                                      | Сід Броутон                     |
| 1991      | с  | Паркер Льюіс не губиться              | Parker Lewis Can't Lose                      |                                 |
| 1992      | с  | Квантовий стрибок                     | Quantum Leap                                 | Ред Нортон                      |
| 1993      | с  | Пригоди Бріско Каунті-молодшого       | The Adventures of Brisco County Jr.          | Галлі Бартон                    |
| 1994      | ф  | Меверік                               | Maverick                                     | заїка                           |
| 1995      | с  | Супроводжуючий                        | Pointman                                     | шериф                           |
| 1995      | с  | Дивовижна наука                       | Weird Science                                | Татко                           |
| 1996      | ф  | Прибрати перископ                     | Down Periscope                               | рибалка                         |
| 1996      | с  | Нас п'ятеро                           | Party of Five                                | механік                         |
| 1996      | с  | Швидка допомога                       | ER                                           | Данте                           |
| 1997      | с  | Лоїс та Кларк: Нові пригоди Супермена | Lois & Clark: The New Adventures of Superman | безпритульний                   |
| 1998      | с  | Сабріна — маленька відьмочка          | Sabrina, the Teenage Witch                   | фермер                          |
| 2000      | с  | Провіденс                             | Providence                                   | ковбой                          |